# Michel François (historien)
Pour les articles homonymes, voir François et Michel François.
Michel François, né le 31 août 1906 à Dommartin-lès-Remiremont (Vosges) et mort le 11 juillet 1981 dans le 14e arrondissement de Paris, est un historien français.

## Biographie
Michel François entre à l'École des chartes en 1927 et en sort premier en 1931 avec une thèse sur l'Histoire des comtes et du comté de Vaudémont au Moyen Âge, qui obtint le prix Molinier et qui est publiée peu après par la Société d'archéologie lorraine. Son rang de sortie lui vaut d'être nommé membre de l'École française de Rome. Il rejoint le Palais Farnèse en 1932 après ses obligations militaires.
Rentré en France, il est nommé le 1er janvier 1934 attaché au Cabinet des manuscrits de la Bibliothèque nationale, où il rédige, avec Philippe Lauer, un précieux guide des sources de l'histoire religieuse de la France au département des manuscrits. Il est nommé aux Archives nationales le 1er mai 1935 .
Attiré par l'enseignement, il supplée de 1942 à 1945 Robert Marichal, alors prisonnier en Allemagne, à la chaire de langues et littérature française du Moyen Âge à l'Institut catholique de Paris. En 1942-1943, il assure aussi la suppléance de Charles Samaran dans sa conférence de paléographie latine et française à l'École pratique des hautes études. 
En janvier 1945, il est détaché auprès du gouvernement militaire de la zone d’occupation en Allemagne où il occupe les fonctions de directeur du service des beaux-arts d’avril 1946 à juillet 1949.
Le 3 novembre 1949, il est nommé maître de conférence d'histoire médiévale à l'Institut catholique ; il y devient professeur adjoint en 1952 et professeur titulaire en 1955. Enfin, le 1er octobre 1953, il succède à Charles Perrat à la chaire d'histoire des institutions politiques, administratives et judiciaires de la France à l'École des chartes.
Il professe également à la Sorbonne, de 1954 à 1977, un cours d'initiation à la recherche historique, devenu en 1967 cours d'historiographie et archivistique. En 1964, à la mort d'Alphonse Dain, il est élu doyen de la Faculté des lettres de l'Institut catholique, puis membre de l'Académie des inscriptions et belles-lettres en 1969. Le 1er octobre 1970, il est nommé directeur de l'École des chartes, en remplacement de Pierre Marot, poste qu'il occupe jusqu'en 1976. Son épouse meurt en 1977.

## Décorations
- Commandeur de la Légion d'honneur en 1976
  -  Officier de la Légion d'honneur en 1963
  -  Chevalier de la Légion d'honneur en 1950
- Commandeur de l'ordre des Palmes académiques en 1956
- Grand-croix de l'ordre de Saint-Grégoire-le-Grand en 1973
- Commandeur de l'ordre du Mérite en 1978
- Croix d'officier de l'ordre du Mérite de la République fédérale d'Allemagne en 1978

### Honneurs
- 1976 : Docteur honoris causa de l'université La Sapienza de Rome
- 1976 : Docteur honoris causa de l'université Johannes Gutenberg de Mayence

## Publications
Comme auteur
- Le Rôle du cardinal François de Tournon dans la politique française en Italie, de janvier à juillet 1556, 1933
- Albisse del Bene, surintendant général des finances françaises en Italie, étude de six registres de ses comptes de 1551 à 1556, 1934
- Histoire des comtes et du comté de Vaudémont des origines à 1473, 1935
- Denis Lambin et le conclave de 1559, 1936
- Les Plus Beaux Manuscrits à peintures conservés aux Archives nationales, 1938
- Adrien de Thou et l'Heptaméron de Marguerite de, 1939
- Papegai, papegaut, papegal, 1939
- Pierre Champion, 1880-1942, 1944 (avec Marcel Bouteron)
- Pierre de Vaissière, 1867-1942, 1944
- Lucien Romier, 1885-1944, 1945
- Jean Humbert : 1908-1945, 1947
- Les Statuts du Collège de Hubant à Paris, manuscrit des Archives nationales, 1948
- Le Cardinal François de Tournon : homme d'État, diplomate, mécène et humaniste (1489-1562), 1951

- Prix Gobert 1952 de l’Académie des inscriptions et belles-lettres
- État sommaire des documents entrés aux Archives nationales par des voies extraordinaires, dons, achats, échanges, dépôts, du 1er janvier 1942 au 31 août 1952, 1953
- Germain Pilon, illustrateur de la devise de Henri III et le drapeau du roi au Musée historique lorrain, 1954
- Leçon d'ouverture du cours d'histoire des institutions de la France à l'École des Chartes, 3 nov. 1953
- Abel Lefranc, 1863-1952, 1955
- L'Idée d'empire en France à l'époque de Charles-Quint, 1959
- Pierre Dubrowsky et les manuscrits de Saint-Germain-des-Prés à Léningrad, 1959
- Notice sur la vie et les travaux de M. Robert Bossuat, 1971
- Les Bonnes Villes, 1975
- Notice sur la vie et les travaux du cardinal Eugène Tisserant, 1979

Comme éditeur ou directeur scientifique
- Exposition des 318 lettres de Napoléon à Marie-Louise récemment acquises par le Gouvernement français, 1935
- Marguerite d'Angoulême, L'Heptaméron, 1943 (rééd. 1950, 1960, 1975, 1981, 1991, 1999)

- Prix Saintour 1944 de l’Académie française
- Louise de Lorraine, Cinquante lettres inédites d'une reine de France, Louise de Vaudémont, femme de Henri III, 1945
- Exposition France - Pays de Bade : deux siècles d'histoire, 1660-1860, 1946
- François de Tournon, Correspondance, 1521-1562, 1946

- Prix Gobert 1947 de l’Académie des inscriptions et belles-lettres
- Goethe et la France, 1749-1949, 1949
- Pierre de Paschal, Journal de ce qui s'est passé en France durant l'année 1562, principalement dans Paris et à la cour, 1950
- François Rabelais : ouvrage publié pour le quatrième centenaire de sa mort, 1953
- Henri III, Lettres de Henri III, roi de France, 1557-1587, initié en 1959
- Civilisations, peuples et mondes, tome 3: Le Moyen âge, 1967
- Les Hommes d'État célèbres, tome 2: Des grandes invasions à la fin du premier millénaire, 1971
- Pouillés des provinces d'Auch, de Narbonne et de Toulouse, 1972
- La France et les Français, 1972 (rééd. 1981)